# Тарентум (Пенсилванија)
Тарентум (енгл. Tarentum) град је у америчкој савезној држави Пенсилванија.

## Демографија
По попису из 2010. године број становника је 4.530, што је 463 (-9,3%) становника мање него 2000. године.
| Група             | 2000.         | 2010.         |
| Белци             | 4.657 (93,3%) | 4.140 (91,4%) |
| Афроамериканци    | 182 (3,6%)    | 232 (5,1%)    |
| Азијати           | 30 (0,6%)     | 23 (0,5%)     |
| Хиспаноамериканци | 45 (0,9%)     | 47 (1,0%)     |
| Укупно            | 4.993         | 4.530         |